# Airpol
AIRPOL – międzynarodowa organizacja Airpol to sieć organów ścigania stworzona w celu budowania synergii jednostek policji i straży granicznej działających w walce z przestępczością w europejskim sektorze lotniczym. Misją AIRPOL jest poprawa, poprzez swoją działalność, ogólnego bezpieczeństwa na lotniskach Unii Europejskiej i w lotnictwie cywilnym poprzez optymalizację skuteczności i wydajności organów ścigania i straży granicznej w portach lotniczych i obszarach związanych z lotnictwem oraz poprzez przyczynianie się do bardziej zharmonizowanego podejścia i koordynacji działań służb UE odpowiedzialnych za bezpieczeństwo w sektoze lotnictwa. Zarząd Airpolu składa się z 14 krajów członkowskich UE. Członkami są Belgia, Bułgaria, Cypr, Dania, Estonia, Finlandia, Francja, Luksemburg, Holandia, Polska, Portugalia, Rumunia, Szwecja i Wielka Brytania. Każde państwo członkowskie ma jeden głos.Zarząd Airpolu spotyka się trzy razy w roku. Misją Zarządu jest omawianie i decydowanie o ogólnej koncepcji Airpolu oraz powoływanie grup roboczych i śledzienie wykonywanej przez grupy pracy.

## Sektory działania
- Policja lotniskowa - Obejmuje wszystkie funkcje policyjne pierwszej linii wokół lotnisk, takie jak przestępczość na lotniskach, zarządzanie kryzysowe, strategie antyterrorystyczne, ochrona VIP-ów, ochrona infrastruktury krytycznej.
- Bezpieczeństwo lotnicze - Składają się na nie wszystkie niezbędne działania i regulacje mające na celu zabezpieczenie lotnictwa cywilnego. M.in. postępowanie z niesfornymi pasażerami, kontrole dostępu i bezpieczeństwa.
- Ochrona granicy powietrznej - Obejmuje kwestie imigracyjne, ochronę granic na mniejszych lotniskach lub pasach startowych, fałszowanie dokumentów. W tej dziedzinie Airpol ściśle współpracuje z agencją Frontex.[2]